# شهرستان چونگ آلای
شهرستان چونگ آلای (به لاتین: Chong-Alay District به روسی: Чон-Алайский район به قرقیزی: Чоң-Алай району، چوڭ الاي رايونۇ) یک شهرستان از استان اوش در جنوب غربی قرقیزستان واقع شده‌است. این شهرستان دارای مساحت ۴۸۵۷ کیلومترمربع (۱۸۷۵ مایل مربع) می‌باشد. مرکز این شهرستان شهر درووات قرغان است.

## خصوصیات
شهرستان چونگ آلای بر اساس آمار سال ۲۰۰۹، مشتمل بر ۲۲ منطقه مسکونی است و دارای ۲۵٬۰۳۹ نفر جمعیت است. از این جمعیت، ۹۹٫۹٪ قرقیز، و ۰٫۱٪ از گروه‌های قومی دیگر می‌باشند.